# Willy Kernen
Willy Kernen (6 de agosto de 1929 - 12 de novembro de 2009) foi um futebolista suíço que atuava como defensor.

## Carreira
Willy Kernen fez parte do elenco da Seleção Suíça de Futebol, na Copa do Mundo de 1950 no Brasil.